# Acacia undulifolia
Acacia undulifolia là một loài thực vật có hoa trong họ Đậu. Loài này được G.Lodd. miêu tả khoa học đầu tiên.